# Ustrój polityczny Wysp Świętego Tomasza i Książęcej
Zgodnie z konstytucją z 1990 jest to republika z prezydentem wybieranym w wyborach powszechnych na 5-letnią kadencję. Władzę ustawodawczą stanowi 55-osobowe Zgromadzenie Narodowe o 4-letniej kadencji, z wyborów powszechnych. Władzę wykonawczą sprawuje rząd kierowany przez premiera, mianowanego przez prezydenta. Od 1995 roku Wyspa Książęca ma autonomię: jej 7-osobowe Zgromadzenie Regionalne i 5-osobowy Rząd Regionalny są odpowiedzialne przed rządem centralnym.